# Afragola
Afragola es un municipio italiano localizado en la ciudad metropolitana de Nápoles, región de Campania. Cuenta con 64.558 habitantes en 17,91 km².

## Demografía
| Gráfica de evolución demográfica de Afragola entre 1861 y 2011 |
|                                                                |
| Fuente ISTAT - elaboración gráfica de Wikipedia                |

## Transportes

### Carreteras
- Autostrada del Sole
- ex Strada statale 162 NC Asse Mediano

### Ferrocarril

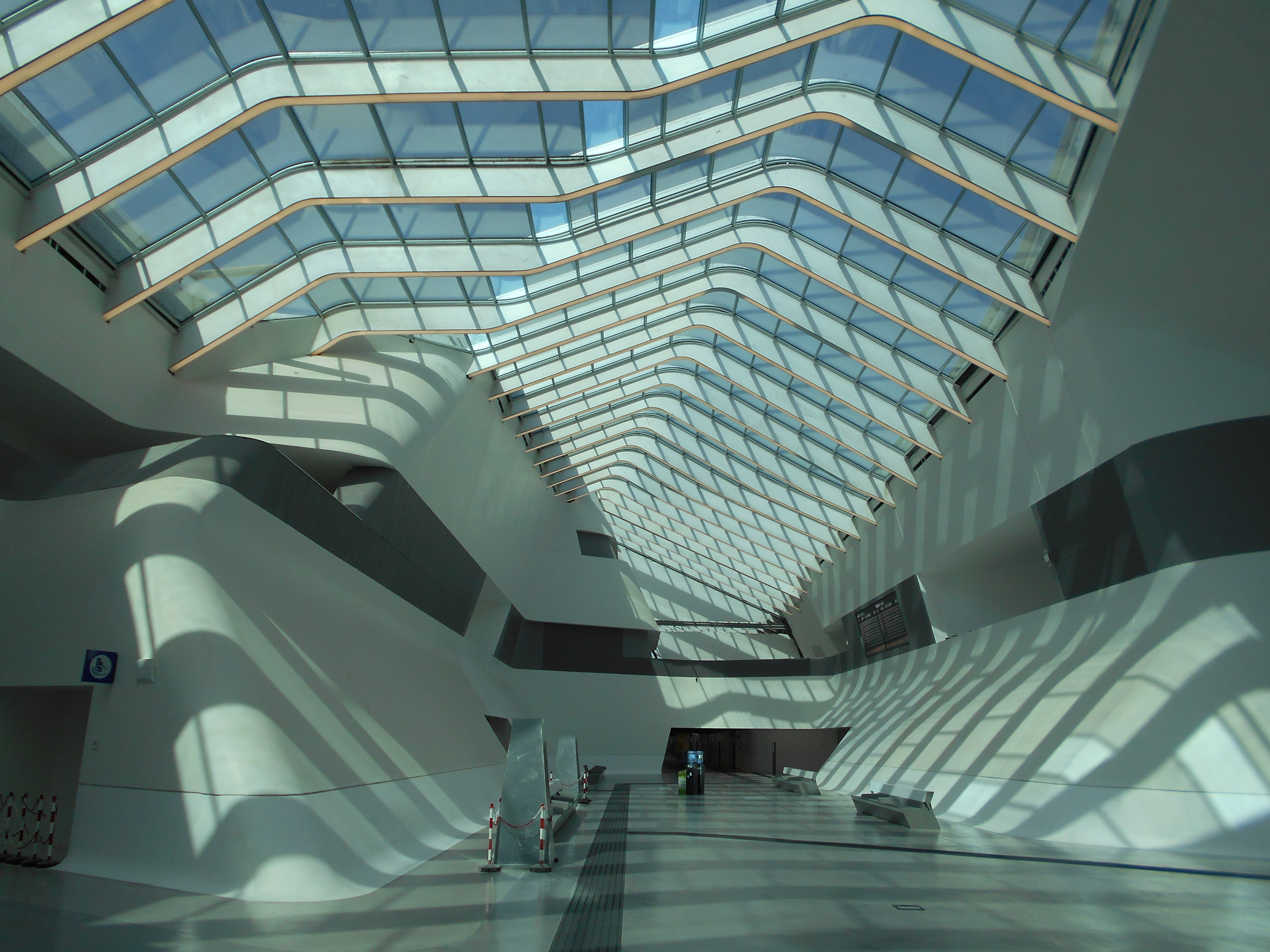
Estación de Nápoles Afragola, proyectada por la arquitecta Zaha Hadid.

En el territorio municipal se encuentran dos estaciones de ferrocarril: la Estación de Nápoles Afragola en la Línea de alta velocidad Roma-Nápoles, diseñada por Zaha Hadid, y la estación de Trenitalia Casoria-Afragola, ubicada en la línea férrea Roma-Formia-Nápoles y Nápoles-Foggia.

### Movilidad urbana
La comuna está servida por varias líneas extraurbanas de autobuses de la CTP (Compañía Transportes Públicos de Nápoles), sociedad que forma parte del consorcio UnicoCampania, que conducen a Nápoles y a otros municipios.

## Personajes célebres
- Antonio de Pisticci (n. Pisticci 1567 - m. Afragola 1642) - Siervo de Dios, misionero en Siria y Armenia
- Angelo Mozzillo (n. 1736 - m. ...) - pintor
- Ippolito Cavalcanti (n. 1787 - m. 1859) - cocinero y escritor
- Armando Izzo (n. 1916 - m. 2004) - partisano antifascista, abogado y político
- Giuseppe Avolio (n. 1924 - m. 2006) - político
- Antonio Bassolino (n. 1947) - político
- Toni Servillo (n. 1959) - actor de teatro y de cine, director de teatro
- Luigi Troiani (n. 1964) - rugbista
- Raffaele Cerbone (n. 1969) - futbolista
- Giuseppe Vives (n. 1980) - futbolista